# Volcán Miravalles
Volcán Miravalles är en vulkan i Costa Rica. Den ligger i den nordvästra delen av landet, 150 km nordväst om huvudstaden San José. Toppen på Volcán Miravalles är 2 028 meter över havet.
Terrängen runt Volcán Miravalles är kuperad västerut, men österut är den bergig. Volcán Miravalles är den högsta punkten i trakten. Runt Volcán Miravalles är det glesbefolkat, med 15 invånare per kvadratkilometer. Närmaste större samhälle är Fortuna, 9,7 km sydväst om Volcán Miravalles. Omgivningarna runt Volcán Miravalles är en mosaik av jordbruksmark och naturlig växtlighet.